# Sancha I di León
Sancha Alfonso, venerata come beata dalla Chiesa cattolica. Sancha anche in spagnolo, in asturiano, in aragonese, in portoghese e in galiziano, Sança, in catalano e Antsa in basco (1013 circa – León, 7 novembre 1067), fu regina de jure di León dal 1037 al 1065 e contessa consorte dal 1032, poi regina consorte di Castiglia (1035-1065).

## Origine
Sancha, sia secondo la Historia genealógica y heráldica de la monarquía española, Volume 1, che secondo la Historia De Los Hechos De España di Rodrigo Jimenez De Rada era figlia del re di León e Castiglia Alfonso V e di Elvira Menéndez de Melanda, figlia del Conte di Portucale, il galiziano Menendo González e di sua moglie, Tutadona Moniz de Coimbra (dona Mayor).

Alfonso V, sia secondo la Historia genealógica y heráldica de la monarquía española, Volume 1, che secondo la Historia De Los Hechos De España di Rodrigo Jimenez De Rada era figlio del re di León Bermudo II e di Elvira Garcés di Castiglia, figlia del conte de Castiglia García Fernández e come riporta il documento n° II del Cartulario del infantado de Covarrubias della moglie, Ava di Ribagorza (domno Garsea comite sive domna Ava cometissa et filiis adque filiabus vestris), figlia, secondo il codice di Roda del Conte di Ribagorza Raimondo II e di Garsenda di Fézensac .

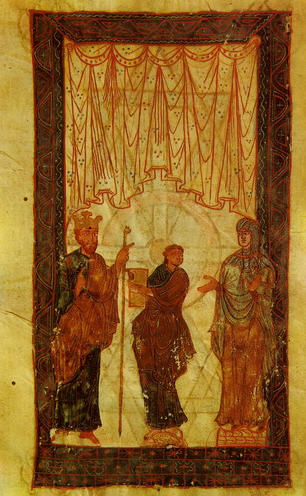
Sancha con il marito Ferdinando, da una miniatura tratta dal Diurnal de Ferran I, manoscritto, nella Cattedrale di Santiago de Compostela

## Biografia
Suo padre, Alfonso V, nel 1027, per porre fine a dieci anni di tensioni e battaglie tra il regno di León e la contea di Castiglia, per le terre tra i fiumi, Cea e Pisuerga, aveva trovato un accordo con il conte di Castiglia, Garcia Sanchez, e il suo tutore, il re di Navarra Sancho III il Grande, programmando il matrimonio tra il conte di Castiglia, García Sánchez, e Sancha, come riporta Rafael Altamira.

Suo padre, Alfonso V, morì il 4 luglio 1028, come riporta il documento n° XCII, datato 1055, della Apéndice del Tomo II de la Historia de la Santa A. M. Iglesia de Santiago de Compostela, ucciso da una freccia scagliata dai difensori musulmani della città Viseu, nell'odierno Portogallo, mentre la stava assediando, dopo aver regnato 29 anni, come riporta il Chronicon Compostellani.
Nel 1029 però, quando il conte di Castiglia García si recò a Leon per il matrimonio, fu ucciso all'uscita dal palazzo reale di León, dove si era recato per conoscere la sua promessa sposa, l'infanta Sancha, e si sospettò che i mandanti fossero i figli dei nobili castigliani che, da tempo, erano stati esiliati con le famiglie in quella città.
Sia suo fratello Bermudo III, che, nel frattempo, nel 1028, era succeduto sul trono del León al padre Alfonso V, che il fratello della sua matrigna, Urraca Garcés di Navarra, il re di Navarra Sancho reclamarono allora diritti dinastici sulla Castiglia: Bermudo, in quanto re di Castiglia, riteneva di dovere rientrare in possesso della contea, per il fatto che il conte, García Sánchez, era morto senza eredi; mentre Sancho III Garcés avanzava le sue pretese per via del suo matrimonio con la principessa di Castiglia, Munia.

Sancho, anche per l'appoggio dei castigliani, ebbe la meglio e la contea passò de jure a Munia, la moglie del re di Navarra Sancho il Grande, che ne prese possesso assieme alla moglie fino al 1032, facendola governare dal figlio Ferdinando, come riporta la Historia silense.

Si riaprì allora la contesa per le terre tra i fiumi, Cea e Pisuerga, tra il León e la Castiglia sorretta dalla Navarra, che durò diversi mesi con la perdita da parte del León delle terre nella regione di Palencia, sino che, nel 1032, fu siglata la pace, con un nuovo contratto di matrimonio tra Sancha, sorella di Bermudo III e Ferdinando, come riportano la Historia silense, ed il Chronicon regum Legionensium, che come ci viene confermato dal documento n° 7 della Coleccion diplomatica de la catedral de Pamplona Ferdinando era il figlio maschio ultimogenito del re di Pamplona, conte d'Aragona, conte di Sobrarbe e Ribagorza, conte di Castiglia, Sancho III Garcés il Grande e di Munia, figlia, secondo la Chronica latina regum Castellae, del conte indipendente di Castiglia, conte di Burgos, di Lantarón, di Cerezo e di Álava, Sancho Garcés e di Urraca Gomez.
Il matrimonio tra Sancha e Ferdinando avvenne nel 1032; 
ma la pace fu di breve durata e l'anno seguente la guerra era già ripresa e, dopo la conquista di Zamora, suo suocero, Sancho III nel 1034 occupò Astorga e la stessa León, capitale del regno, costringendo suo fratello, Bermudo III a rifugiarsi in Galizia. Sancho III governò quindi anche il regno di León, per grazia di Dio. 
Sempre in quell'anno Bermudo III si rappacificò con Sancho III, sposandosi con Jimena Sánchez di Navarra, figlia dello stesso Sancho III, come conferma il documento n° LXXIX della Apéndice del Tomo II de la Historia de la Santa A. M. Iglesia de Santiago de Compostela (Scemena Regina, Urraca regina, Veremudus rex).

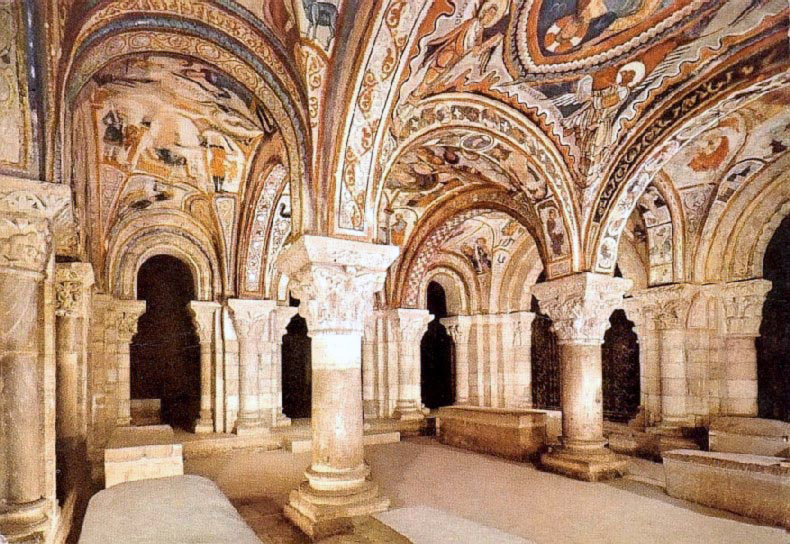
Pantheon reale (mausoleo) della collegiata di Sant'Isidoro, a León, fondata dalla regina Sancha, dove fu inumata la sua salma

Suo suocero, Sancho III, secondo il Chronicon Burgense, morì nel 1035, nella Bureba, dividendo il suo "impero" tra i quattro figli maschi che gli sopravvissero:
- a Ferdinando la Castiglia e parte del León;
- a García la Navarra;
- a Gonzalo le contee di Sobrarbe e Ribagorza;
- a Ramiro, il bastardo, l'Aragona[25].

Quindi, nel 1035, alla morte del suocero, Sancho III il Grande, Sancha divenne Regina consorte di Castiglia.
Dopo la morte di Sancho III, Bermudo III poté recuperare i suoi territori, ma si dovette scontrare con il cognato, il re Ferdinando I di Castiglia, fratello di sua moglie Jimena e marito di sua sorella Sancha I, che reclamava la successione sul León e nel 1037 Ferdinando invase il Leon; Bermudo morì in questo stesso anno, (1037), nella battaglia di Tamarón, dove le truppe di Ferdinando ebbero la meglio su quelle di Bermudo, come riporta la Historia silense; Bermudo III morì nel 1037, come riporta il documento n° XCII, datato 1055, della Apéndice del Tomo II de la Historia de la Santa A. M. Iglesia de Santiago de Compostela, dopo aver regnato 9 anni, come riporta il Chronicon Compostellani.

Non avendo Bermudo III discendenti diretti, la corona di León passo alla sorella, Sancha I, la quale associò al trono il marito Ferdinando, che divenne re consorte di León.
Da quel momento il León fu governato congiuntamente alla Castiglia dal marito, Ferdinando, che il 22 giugno del 1038, fu incoronato re di León e Galizia, e si faceva chiamare imperator.
Sancha viene citata, assieme al marito Ferdinando, nel documento n°XCVI della Apéndice del Tomo II de la Historia de la Santa A. M. Iglesia de Santiago de Compostela, datato marzo 1065.
Suo marito, Ferdinando I morì nel dicembre 1065, come riportano sia gli Annales Complutenses (Anales castellanos segundos), che gli Annales Compostellani, ed il Chronicon Burgense (Obiit Fernandus Rex in die S. Eugeniæ) e che fu tumulato a León, come riporta il Chronicon Lusitano, nel Pantheon reale (mausoleo) della collegiata di San Isidoro a León. 
Dopo la morte del marito Ferdinando I, Sancha rinunciò al trono e come da desiderio del marito divise i regni tra i tre figli maschi:
- a Sancho andò il regno di Castiglia
- a Alfonso andò il regno di León
- a García andò la regno di Galizia[32].

Sancha, come riportano gli Annales Compostellani morì il 7 novembre 1067, e fu tumulata a León, accanto al marito, Ferdinando I, nel Pantheon reale (mausoleo) della collegiata di Sant'Isidoro, e la Chiesa cattolica la venera come beata.

## Discendenza
Sancha a Ferdinando diede cinque figli:, come riporta il documento n° XCIV della appendice II delle Antiguedades de España, che li nomina:
- Urraca (circa 1033 - 1101). Signora di Zamora. Negli ultimi anni di vita si ritirò in convento.
- Sancho (1036 - Zamora, 1072). Re di Castiglia (1065-1072), e, nel 1072 anche re di León (inclusa la Galizia), per pochi mesi.
- Elvira o Tegridia (circa 1038- circa 1101), signora di Toro sino al 1072; poi si ritirò in convento.
- Alfonso (circa 1040-1109). Re di León (1065 - 1072) poi di León (inclusa la Galizia) e Castiglia (1072-1109).
- García (1042 - 1090). Re di Galizia (1066-1071) e nuovamente, nel 1072).

## Ascendenza
|                            |                  |                      | Genitori                  |  |  | Nonni |  |  | Bisnonni   |  |  | Trisnonni         |  |
|                            |                  |                      |                           |  |  |       |  |  | Ordoño III |  |  | Ramiro II di León |  |
|                            |                  |                      |                           |  |  |       |  |  | Ordoño III |  |  | Ramiro II di León |  |
|                            |                  | Adosinda Gutiérrez   |                           |  |  |       |  |  | Ordoño III |  |  |                   |  |
| Bermudo II di León         |                  |                      |                           |  |  |       |  |  | Ordoño III |  |  |                   |  |
|                            |                  | Aragonta Pelaez      | Pelayo Gonzalez           |  |  |       |  |  |            |  |  |                   |  |
|                            |                  | Aragonta Pelaez      | Pelayo Gonzalez           |  |  |       |  |  |            |  |  |                   |  |
|                            |                  | Aragonta Pelaez      | Ermesinda Gutiérrez       |  |  |       |  |  |            |  |  |                   |  |
| Alfonso V di León          |                  | Aragonta Pelaez      |                           |  |  |       |  |  |            |  |  |                   |  |
|                            |                  | García Fernández     | Ferdinando Gonzales       |  |  |       |  |  |            |  |  |                   |  |
|                            |                  | García Fernández     | Ferdinando Gonzales       |  |  |       |  |  |            |  |  |                   |  |
|                            |                  | García Fernández     | Sancha Sánchez di Navarra |  |  |       |  |  |            |  |  |                   |  |
| Elvira Garcés di Castiglia |                  | García Fernández     |                           |  |  |       |  |  |            |  |  |                   |  |
|                            |                  | Ava di Ribagorza     | Raimondo II di Ribagorza  |  |  |       |  |  |            |  |  |                   |  |
|                            |                  | Ava di Ribagorza     | Raimondo II di Ribagorza  |  |  |       |  |  |            |  |  |                   |  |
|                            |                  | Ava di Ribagorza     | Garsenda di Fezensac      |  |  |       |  |  |            |  |  |                   |  |
| Sancha I di León           |                  | Ava di Ribagorza     |                           |  |  |       |  |  |            |  |  |                   |  |
|                            | Gonzalo Menéndez | Ermenegildo González |                           |  |  |       |  |  |            |  |  |                   |  |
|                            | Gonzalo Menéndez | Ermenegildo González |                           |  |  |       |  |  |            |  |  |                   |  |
|                            | Gonzalo Menéndez | Muniadona Díaz       |                           |  |  |       |  |  |            |  |  |                   |  |
| Menendo González           | Gonzalo Menéndez |                      |                           |  |  |       |  |  |            |  |  |                   |  |
|                            |                  | Ilduara Peláez       | …                         |  |  |       |  |  |            |  |  |                   |  |
|                            |                  | Ilduara Peláez       | …                         |  |  |       |  |  |            |  |  |                   |  |
|                            |                  | Ilduara Peláez       | …                         |  |  |       |  |  |            |  |  |                   |  |
| Elvira Menéndez de Melanda |                  | Ilduara Peláez       |                           |  |  |       |  |  |            |  |  |                   |  |
|                            |                  | …                    | …                         |  |  |       |  |  |            |  |  |                   |  |
|                            |                  | …                    | …                         |  |  |       |  |  |            |  |  |                   |  |
|                            |                  | …                    | …                         |  |  |       |  |  |            |  |  |                   |  |
| Toda Domna                 |                  | …                    |                           |  |  |       |  |  |            |  |  |                   |  |
|                            |                  | …                    | …                         |  |  |       |  |  |            |  |  |                   |  |
|                            |                  | …                    | …                         |  |  |       |  |  |            |  |  |                   |  |
|                            |                  | …                    | …                         |  |  |       |  |  |            |  |  |                   |  |
|                            |                  | …                    |                           |  |  |       |  |  |            |  |  |                   |  |

### Fonti primarie
- (LA)  Textos navarros del Códice de Roda Archiviato il 31 gennaio 2021 in Internet Archive..
- (LA)  #ES España sagrada, Volume 16.
- (LA)  Cartulario del infantado de Covarrubias.
- (LA)  España sagrada. Volumen 23
- (LA)  https://www.mgh-bibliothek.de/dokumente/b/b033335+0001.pdf[collegamento interrotto].
- (LA)  #ES Cartulario del Monasterio de Eslonza.
- (LA) #ES Historia silense).
- (LA)  Antiguedades de España
- (LA)  (ES)  #ES Historia de la Santa A. M. Iglesia de Santiago de Compostela, Tomo II.

### Letteratura storiografica
- Rafael Altamira, Il califfato occidentale, in «Storia del mondo medievale», vol. II, 1999, pp. 477–515
- Rafael Altamira, La Spagna (1031-1248), in «Storia del mondo medievale», vol. V, 1999, pp. 865–896
- (FR)  (LA)  La Vasconie.
- (ES)  Crónica Latina de los reyes de Castilla.
- (EN)  The Kingdom of León-Castilla under King Alfonso VI
- (ES)  #ES Historia genealógica y heráldica de la monarquía española, Volume 1
- (ES)  Historia De Los Hechos De Españara
- (ES)  #ES Memorias de las reynas catholicas.
- (EN)  #ES The World of El Cid: Chronicles of the Spanish Reconquest